# Waheed Ismail
Waheed Ismael (Arabic:وحيد إسماعيل) (sinh ngày 1 tháng 7 năm 1983) là một cầu thủ bóng đá người Các Tiểu vương quốc Ả Rập Thống nhất. Hiện tại anh thi đấu cho Al-Wasl.